# Alex Wrubleski
Alexandra "Alex" Wrubleski (nascida em 31 de maio de 1984) é uma ex-ciclista profissional canadense que competia em provas de estrada.
Ela concedeu três títulos de campeã canadense em estrada e contrarrelógio, e mais tarde, representou o Canadá nos Jogos Olímpicos de Verão de 2008 em Pequim, competindo em duas modalidades diferentes.